# Fortalesa de Koix
La Fortalesa de Koix o Fortalesa de la Jove —Աղջկա բերդ en armeni— és un castell del segle xiii al cim d'un pujol proper a la població de Koix a la Província d'Aragadzotn d'Armènia. La fortalesa medieval és en un petit cim que s'aixeca en la part nord-oest de Koix i ofereix una vista sense obstacles en totes direccions a través de la plana. Les seves ruïnes arriben fins al cementiri a l'est del poble Koix. Presenta un pla rectangular amb orientació sud i torres circulars en les quatre cantonades, els murs i les torres estan construïdes amb tova i a la part inferior amb basalt. L'entrada al nord està totalment en ruïnes, al centre de la paret sud es troba un passadís voltat. El material de pedra va poder haver estat pres d'edificis més antics.